# Exoprosopa eluta
Exoprosopa eluta är en tvåvingeart som beskrevs av Friedrich Hermann Loew 1860. Exoprosopa eluta ingår i släktet Exoprosopa och familjen svävflugor. Inga underarter finns listade i Catalogue of Life.